# Olympische Sommerspiele 2008/Teilnehmer (Palästina)
| Gelbes Symbol für Goldmedaillen mit stilisierten Olympischen Ringen | Graues Symbol für Silbermedaillen mit stilisierten Olympischen Ringen | Braundes Symbol für Bronzemedaillen mit stilisierten Olympischen Ringen |
| ------------------------------------------------------------------- | --------------------------------------------------------------------- | ----------------------------------------------------------------------- |
| —                                                                   | —                                                                     | —                                                                       |

Das Team aus den Palästinensischen Autonomiegebieten trat 2008 unter dem Namen Palästina auf und nahm zum vierten Mal an Olympischen Sommerspielen teil. Für die Olympischen Sommerspiele in Peking benannte das Palästinensische Olympische Komitee vier Athleten. Fahnenträger bei der Eröffnungsfeier war Nader Masri.

## Teilnehmer nach Sportarten

### Leichtathletik
- Ghadeer Ghuruf
- Nader Al-Massri

### Schwimmen
- Hamse Abdouh
- Zakiya Nassar